# Sphaeropsis
Sphaeropsis is een geslacht van schimmels behorend tot de familie Botryosphaeriaceae. De typesoort is Sphaeropsis visci.

## Soorten
Volgens Index Fungorum telt het geslacht 384 soorten (peildatum februari 2022):
| Soortnaam                      | Auteur(s)                                                              | Publicatiejaar |
| ------------------------------ | ---------------------------------------------------------------------- | -------------- |
| Sphaeropsis abietis            | Povah                                                                  | 1931           |
| Sphaeropsis abietis-mariesii   | Sawada                                                                 | 1950           |
| Sphaeropsis abnormis           | Berk. & Thüm.                                                          | 1880           |
| Sphaeropsis abnormis           | Sacc.                                                                  | 1884           |
| Sphaeropsis abscondita         | Mont.                                                                  | 1850           |
| Sphaeropsis absus              | Cooke                                                                  | 1931           |
| Sphaeropsis abundans           | Peck                                                                   | 1883           |
| Sphaeropsis acaciae            | Sousa da Câmara                                                        | 1929           |
| Sphaeropsis acerina            | Ellis & Barthol.                                                       | 1898           |
| Sphaeropsis aceris             | Desm.                                                                  | 1859           |
| Sphaeropsis actinidiae         | Ablak.                                                                 | 1960           |
| Sphaeropsis actinidiae         | Ablak. & Koval                                                         | 1961           |
| Sphaeropsis acuaria            | Cooke                                                                  | 1880           |
| Sphaeropsis aequivoca          | Desm.                                                                  | 1859           |
| Sphaeropsis aequivoca          | Ces.                                                                   | 1882           |
| Sphaeropsis aesculi            | Fautrey & Roum.                                                        | 1892           |
| Sphaeropsis agapanthi          | Thüm.                                                                  | 1879           |
| Sphaeropsis aguirrei           | (Speg.) Sacc.                                                          | 1884           |
| Sphaeropsis akebiae            | Dearn.                                                                 | 1924           |
| Sphaeropsis akebiae            | C. Moreau                                                              | 1946           |
| Sphaeropsis albescens          | Ellis & Everh.                                                         | 1892           |
| Sphaeropsis alsines            | Gonz. Frag.                                                            | 1918           |
| Sphaeropsis amenti             | Cooke & Harkn.                                                         | 1881           |
| Sphaeropsis americana          | Sacc.                                                                  | 1907           |
| Sphaeropsis amorphae           | Ellis & Barthol.                                                       | 1896           |
| Sphaeropsis ampelopsidis       | Cooke & Ellis                                                          | 1878           |
| Sphaeropsis ampelopsidis       | E.Y. Daniels                                                           | 1927           |
| Sphaeropsis amplispora         | Dearn. & Barthol.                                                      | 1926           |
| Sphaeropsis anemopaegmae       | Gonz. Frag.                                                            | 1917           |
| Sphaeropsis anethi             | Pass.                                                                  |                |
| Sphaeropsis anomala            | Berk. & Broome                                                         | 1873           |
| Sphaeropsis anomala            | (Berk. & M.A. Curtis) Mussat                                           | 1901           |
| Sphaeropsis arbuti             | (Fr.) Lév.                                                             | 1846           |
| Sphaeropsis arctica            | Berk. & M.A. Curtis                                                    | 1860           |
| Sphaeropsis arenaria           | Tassi                                                                  | 1900           |
| Sphaeropsis aristolochiae      | Dearn. & House                                                         | 1918           |
| Sphaeropsis artemisiae         | Unamuno                                                                | 1943           |
| Sphaeropsis arundinacea        | Berk.                                                                  | 1860           |
| Sphaeropsis aspera             | Lév.                                                                   | 1846           |
| Sphaeropsis astericola         | H.C. Greene                                                            | 1959           |
| Sphaeropsis asterisci          | (Pat.) Zambett.                                                        | 1955           |
| Sphaeropsis astragali          | Höhn.                                                                  | 1905           |
| Sphaeropsis astragali          | Golovin                                                                | 1950           |
| Sphaeropsis atomus             | Lév.                                                                   | 1848           |
| Sphaeropsis atomus             | Roum.                                                                  | 1879           |
| Sphaeropsis atra               | (Preuss) Sacc.                                                         | 1884           |
| Sphaeropsis aucubae            | Fukui                                                                  | 1936           |
| Sphaeropsis aurantiicola       | Berk. & M.A. Curtis                                                    | 1868           |
| Sphaeropsis aurantiorum        | Rabenh.                                                                | 1879           |
| Sphaeropsis auwata             | Lév. ex Zambett.                                                       | 1955           |
| Sphaeropsis baculum            | W.R. Gerard                                                            | 1877           |
| Sphaeropsis begoniicola        | Ellis & Everh.                                                         | 1902           |
| Sphaeropsis berberidis         | S. Ahmad                                                               | 1971           |
| Sphaeropsis betulae            | Cooke                                                                  | 1885           |
| Sphaeropsis biformis           | Peck                                                                   | 1876           |
| Sphaeropsis bonordenii         | Sacc.                                                                  | 1884           |
| Sphaeropsis boroniae           | Henn.                                                                  | 1901           |
| Sphaeropsis brasiliensis       | (Speg.) Sacc.                                                          | 1884           |
| Sphaeropsis brunneola          | Berk. & M.A. Curtis                                                    | 1874           |
| Sphaeropsis cactinae           | V.G. Rao                                                               | 1962           |
| Sphaeropsis cadabae            | S. Ahmad                                                               | 1971           |
| Sphaeropsis calotropidis       | Thüm.                                                                  | 1879           |
| Sphaeropsis calycanthi         | Scalia                                                                 | 1902           |
| Sphaeropsis candollei          | Sacc.                                                                  | 1880           |
| Sphaeropsis capparis           | S. Ahmad                                                               | 1971           |
| Sphaeropsis capparis           | Koshkelova & Frolov                                                    | 1973           |
| Sphaeropsis caricina           | Thüm.                                                                  | 1879           |
| Sphaeropsis caricina           | Thüm.                                                                  | 1880           |
| Sphaeropsis caricina           | Pass.                                                                  | 1885           |
| Sphaeropsis carpophila         | Lév.                                                                   | 1845           |
| Sphaeropsis carthami           | S. Ahmad                                                               | 1971           |
| Sphaeropsis caryae             | Cooke & Ellis                                                          | 1876           |
| Sphaeropsis caryotae           | V.G. Rao & Narendra                                                    | 1977           |
| Sphaeropsis cassiocarpa        | Cooke                                                                  | 1880           |
| Sphaeropsis castagnei          | Mont.                                                                  | 1849           |
| Sphaeropsis catalpae           | Thüm.                                                                  | 1871           |
| Sphaeropsis caulincola         | (Wallr.) Fuckel ex Petr. & Syd.                                        | 1924           |
| Sphaeropsis celastrina         | Peck                                                                   | 1883           |
| Sphaeropsis celtidis           | Ellis & Everh.                                                         | 1897           |
| Sphaeropsis cerasifolia        | McAlpine                                                               | 1902           |
| Sphaeropsis cerasina           | Peck                                                                   | 1883           |
| Sphaeropsis cercidis           | Brunaud                                                                | 1887           |
| Sphaeropsis cercidis           | Dearn. & Barthol.                                                      | 1926           |
| Sphaeropsis cereicola          | Speg.                                                                  | 1910           |
| Sphaeropsis chromolaenicola    | Mapook & K.D. Hyde                                                     | 2020           |
| Sphaeropsis cinnamomi          | S.Q. Chen & P.K. Chi                                                   | 1994           |
| Sphaeropsis citri              | (Garov. & Catt.) Penz.                                                 | 1882           |
| Sphaeropsis citricola          | McAlpine                                                               | 1899           |
| Sphaeropsis citrigena          | (A.J.L. Phillips, P.R. Johnst. & Pennycook) A.J.L. Phillips & A. Alves | 2013           |
| Sphaeropsis citrinella         | Lév.                                                                   | 1845           |
| Sphaeropsis clitoricarpa       | Cooke                                                                  | 1880           |
| Sphaeropsis cocoina            | Pat.                                                                   | 1906           |
| Sphaeropsis codiaei            | Cif. & Gonz. Frag.                                                     | 1925           |
| Sphaeropsis collabens          | Berk. & M.A. Curtis                                                    | 1874           |
| Sphaeropsis coluteae           | Sacc.                                                                  | 1914           |
| Sphaeropsis comptoniae         | Ellis & Everh.                                                         | 1897           |
| Sphaeropsis congesta           | Lév.                                                                   | 1845           |
| Sphaeropsis connata            | W.R. Gerard                                                            | 1877           |
| Sphaeropsis conspersa          | (Cooke) W.A. Archer                                                    | 1926           |
| Sphaeropsis conspicua          | House                                                                  | 1916           |
| Sphaeropsis cordiana           | S. Ahmad                                                               | 1971           |
| Sphaeropsis cordylines         | G.F. Laundon                                                           | 1973           |
| Sphaeropsis coriariae          | Pollacci                                                               | 1896           |
| Sphaeropsis cornicola          | Dearn.                                                                 | 1936           |
| Sphaeropsis corylina           | Thüm.                                                                  | 1880           |
| Sphaeropsis crassipes          | Mont.                                                                  | 1853           |
| Sphaeropsis crataegicola       | Cavara                                                                 | 1892           |
| Sphaeropsis crucianellae       | Durieu & Mont.                                                         | 1848           |
| Sphaeropsis cryptomeriae       | Sawada                                                                 | 1950           |
| Sphaeropsis cycadis            | Mundk. & S. Ahmad                                                      | 1946           |
| Sphaeropsis cymbispora         | Berk. & M.A. Curtis                                                    | 1874           |
| Sphaeropsis datiscae           | Sousa da Câmara                                                        | 1936           |
| Sphaeropsis dearnessii         | Sacc. & P. Syd.                                                        | 1899           |
| Sphaeropsis decipiens          | Lév.                                                                   | 1846           |
| Sphaeropsis decolorans         | Lév.                                                                   | 1848           |
| Sphaeropsis dendranthemae      | P.K. Chi & F.X. Chao                                                   | 1994           |
| Sphaeropsis desmodiicola       | (Gonz. Frag.) Zambett.                                                 | 1955           |
| Sphaeropsis diervillae         | Fairm.                                                                 | 1918           |
| Sphaeropsis dilleniae          | Henn.                                                                  | 1902           |
| Sphaeropsis dimidiata          | Sacc.                                                                  | 1884           |
| Sphaeropsis diospyri           | Berk. & Broome                                                         | 1873           |
| Sphaeropsis dircae             | Ellis & Everh.                                                         | 1900           |
| Sphaeropsis donacina           | Mont.                                                                  | 1849           |
| Sphaeropsis dracaenae          | P.G. Xi & P.K. Chi                                                     | 2000           |
| Sphaeropsis druparum           | (Schwein.) Cooke                                                       | 1892           |
| Sphaeropsis elongata           | Berk. & M.A. Curtis                                                    | 1874           |
| Sphaeropsis endophloea         | Pass.                                                                  | 1888           |
| Sphaeropsis enormis            | Sacc.                                                                  | 1892           |
| Sphaeropsis epiphylla          | Lév.                                                                   | 1846           |
| Sphaeropsis erumpens           | Berk. & M.A. Curtis                                                    | 1868           |
| Sphaeropsis eucalypti          | Berk. & Broome                                                         | 1887           |
| Sphaeropsis eucalypticola      | A.J.L. Phillips                                                        | 2013           |
| Sphaeropsis euonymi            | Gabotto                                                                | 1905           |
| Sphaeropsis euphorbiae         | Pass.                                                                  | 1888           |
| Sphaeropsis fagicola           | G.H. Otth                                                              |                |
| Sphaeropsis fallax             | (Preuss) Sacc.                                                         | 1884           |
| Sphaeropsis fertilis           | Peck                                                                   | 1898           |
| Sphaeropsis fibriseda          | Cooke & Ellis                                                          | 1877           |
| Sphaeropsis fici-elasticae     | Petr.                                                                  | 1922           |
| Sphaeropsis filamentosa        | Cooke                                                                  | 1883           |
| Sphaeropsis fimicola           | Westend.                                                               | 1857           |
| Sphaeropsis foedata            | Lév.                                                                   | 1845           |
| Sphaeropsis foliicola          | (Berl. & Roum.) Sacc.                                                  | 1913           |
| Sphaeropsis folliculorum       | Lév.                                                                   | 1845           |
| Sphaeropsis fragilis           | Mont.                                                                  | 1849           |
| Sphaeropsis fragosoana         | Traverso                                                               | 1915           |
| Sphaeropsis fraxini            | Lambotte                                                               | 1880           |
| Sphaeropsis fraxini            | G.H. Otth ex Petr. & Syd.                                              | 1926           |
| Sphaeropsis fuliginea          | P. Karst.                                                              | 1890           |
| Sphaeropsis fuscescens         | (Schwein. ex Fr.) Starbäck                                             | 1894           |
| Sphaeropsis fusigera           | Berk. & M.A. Curtis                                                    | 1874           |
| Sphaeropsis galii              | Volc.                                                                  | 1981           |
| Sphaeropsis ginkgonis          | O. Săvul. & Tud.-Bǎn.                                                  | 1969           |
| Sphaeropsis glandulosa         | Cooke                                                                  | 1878           |
| Sphaeropsis glomerosa          | Lév.                                                                   | 1845           |
| Sphaeropsis gouldiae           | F. Stevens & Plunkett                                                  | 1925           |
| Sphaeropsis graminum           | Scalia                                                                 | 1901           |
| Sphaeropsis grandiflorae       | Ellis & Everh.                                                         | 1902           |
| Sphaeropsis grandinea          | Ellis & Everh.                                                         | 1904           |
| Sphaeropsis guizhouensis       | Ya Ya Chen, Dissan. & Jian K. Liu                                      | 2021           |
| Sphaeropsis guttifera          | G.H. Otth                                                              | 1895           |
| Sphaeropsis hamamelidis        | Tassi                                                                  | 1904           |
| Sphaeropsis hariotii           | Sacc.                                                                  | 1916           |
| Sphaeropsis hassanii           | (Unamuno) Zambett.                                                     | 1955           |
| Sphaeropsis hederae            | Ellis & Everh.                                                         | 1900           |
| Sphaeropsis hedericola         | (Speg.) Sacc.                                                          | 1884           |
| Sphaeropsis helicis            | Cooke & Massee                                                         | 1887           |
| Sphaeropsis henriquesii        | Thüm.                                                                  | 1881           |
| Sphaeropsis herbarum           | Cooke & Massee                                                         | 1888           |
| Sphaeropsis heterogena         | Bubák                                                                  | 1914           |
| Sphaeropsis heterospora        | Pass.                                                                  | 1888           |
| Sphaeropsis heuffelii          | Berk. & M.A. Curtis                                                    | 1854           |
| Sphaeropsis heveae             | Gonz. Frag. & Cif.                                                     | 1928           |
| Sphaeropsis hippocastanea      | Gaja                                                                   | 1911           |
| Sphaeropsis hippoglossi        | Mont.                                                                  | 1856           |
| Sphaeropsis hranicensis        | Petr.                                                                  | 1921           |
| Sphaeropsis hrubyi             | Petr.                                                                  | 1922           |
| Sphaeropsis hyalina            | Berk. & M.A. Curtis                                                    | 1874           |
| Sphaeropsis hypodermia         | Höhn.                                                                  | 1915           |
| Sphaeropsis hysterioides       | Lév.                                                                   | 1846           |
| Sphaeropsis ilicicola          | Cooke & Ellis                                                          | 1877           |
| Sphaeropsis inconspicua        | (Desm.) Lév.                                                           | 1846           |
| Sphaeropsis ipomoeae           | Ellis & Everh.                                                         | 1894           |
| Sphaeropsis irregularis        | Berk. & M.A. Curtis                                                    | 1868           |
| Sphaeropsis ixorae-parviflorae | N.D. Sharma                                                            | 1982           |
| Sphaeropsis janiphae           | Thüm.                                                                  | 1878           |
| Sphaeropsis japonica           | I. Miyake                                                              | 1909           |
| Sphaeropsis jasmini            | Pat.                                                                   | 1886           |
| Sphaeropsis jodhpurensis       | Shreem. & Bilgrami                                                     | 1973           |
| Sphaeropsis juglandis          | Ellis & Barthol.                                                       | 1899           |
| Sphaeropsis karachiensis       | Abbas, B. Sutton & Ghaffar                                             | 2000           |
| Sphaeropsis keckii             | Thüm.                                                                  | 1880           |
| Sphaeropsis kilimandscharica   | Henn.                                                                  | 1897           |
| Sphaeropsis laburni            | Westend.                                                               | 1857           |
| Sphaeropsis lagenariae         | Pass.                                                                  | 1882           |
| Sphaeropsis lantanae           | Brunaud                                                                | 1897           |
| Sphaeropsis lappae             | Ellis & Everh.                                                         | 1890           |
| Sphaeropsis latispora          | (Peck) Dearn.                                                          | 1917           |
| Sphaeropsis lauri              | Pass. & Brunaud                                                        | 1887           |
| Sphaeropsis laurocerasi        | Lév.                                                                   | 1846           |
| Sphaeropsis lecythea           | (Schwein.) Sacc.                                                       | 1884           |
| Sphaeropsis leptadeniae        | S. Ahmad                                                               | 1971           |
| Sphaeropsis lichenoides        | Sacc.                                                                  | 1885           |
| Sphaeropsis ligniperda         | Czerepan.                                                              | 1951           |
| Sphaeropsis ligustri           | N.F. Buchw.                                                            | 1958           |
| Sphaeropsis linariae           | (Rabenh.) Zambett.                                                     | 1955           |
| Sphaeropsis lineata            | Ellis & Dearn.                                                         | 1916           |
| Sphaeropsis linhaiensis        | X.E. Xiao, Crous & H.Y. Li                                             | 2021           |
| Sphaeropsis loranthi           | Chona, Munjal & J.N. Kapoor                                            | 1957           |
| Sphaeropsis lugubris           | Sacc., E. Bommer & M. Rousseau                                         | 1890           |
| Sphaeropsis lupini             | Cooke & Harkn.                                                         | 1885           |
| Sphaeropsis lycii              | Dearn. & Barthol.                                                      | 1926           |
| Sphaeropsis lyndonvillae       | Sacc.                                                                  | 1906           |
| Sphaeropsis macrosperma        | Cooke & Harkn.                                                         | 1884           |
| Sphaeropsis macrospora         | Berk. & M.A. Curtis                                                    | 1874           |
| Sphaeropsis maculans           | Lév.                                                                   | 1846           |
| Sphaeropsis maculiformis       | Cooke & Harkn.                                                         | 1881           |
| Sphaeropsis maertensii         | (Westend.) Sacc.                                                       | 1884           |
| Sphaeropsis magnoliae          | Magnaghi                                                               | 1902           |
| Sphaeropsis magnoliae          | Ellis & Dearn.                                                         | 1905           |
| Sphaeropsis malpighiae         | Mont.                                                                  | 1849           |
| Sphaeropsis malvae             | Fuckel                                                                 | 1870           |
| Sphaeropsis mamillaris         | Berk. & Everh. ex Zambett.                                             | 1955           |
| Sphaeropsis marginata          | Berk. & M.A. Curtis                                                    | 1874           |
| Sphaeropsis melanconioides     | Peck                                                                   | 1911           |
| Sphaeropsis menispora          | Berk. & Broome                                                         | 1850           |
| Sphaeropsis menispora          | Sacc.                                                                  | 1880           |
| Sphaeropsis mespili            | Hollós                                                                 | 1910           |
| Sphaeropsis micromegala        | Berk. & M.A. Curtis                                                    | 1874           |
| Sphaeropsis microscopica       | Tassi                                                                  | 1899           |
| Sphaeropsis mimosicola         | Speg.                                                                  | 1910           |
| Sphaeropsis minuta             | Berl. & F. Sacc.                                                       | 1889           |
| Sphaeropsis modesta            | A.K. Gupta & S. Sen                                                    | 1997           |
| Sphaeropsis moelleriana        | Sacc.                                                                  | 1903           |
| Sphaeropsis mollis             | Lév.                                                                   | 1846           |
| Sphaeropsis mori               | Ellis & Everh.                                                         | 1894           |
| Sphaeropsis mougeotiana        | Lév.                                                                   | 1846           |
| Sphaeropsis muehlenbeckiae     | Bilgrami & Shreem.                                                     | 1969           |
| Sphaeropsis mulinicola         | Speg.                                                                  | 1910           |
| Sphaeropsis myrtaceicola       | Bat. & Peres                                                           | 1965           |
| Sphaeropsis necatrix           | Petri & Adami                                                          | 1917           |
| Sphaeropsis negundinis         | Tehon & E.Y. Daniels                                                   | 1925           |
| Sphaeropsis nervisequa         | Cooke                                                                  | 1878           |
| Sphaeropsis nitrariae          | Thüm.                                                                  | 1880           |
| Sphaeropsis novae-hollandiae   | (Speg.) Sacc.                                                          | 1884           |
| Sphaeropsis nubilosa           | Ellis & Barthol.                                                       | 1900           |
| Sphaeropsis numerosa           | Cooke                                                                  | 1892           |
| Sphaeropsis nyctanthis         | Bilgrami                                                               | 1963           |
| Sphaeropsis oblongispora       | C. Massal.                                                             | 1889           |
| Sphaeropsis oenotherae         | Ellis & Everh.                                                         | 1896           |
| Sphaeropsis oligosperma        | Speg.                                                                  | 1921           |
| Sphaeropsis oncidii            | (Henn.) Died.                                                          | 1914           |
| Sphaeropsis opaca              | Cooke & Ellis                                                          | 1883           |
| Sphaeropsis orchidearum        | Cif. & Gonz. Frag.                                                     | 1925           |
| Sphaeropsis orchidearum        | Cif. & Gonz. Frag.                                                     | 1926           |
| Sphaeropsis oryzae             | (Catt.) Sacc.                                                          | 1884           |
| Sphaeropsis paeoniae           | Bongini                                                                | 1934           |
| Sphaeropsis pallidula          | Fairm.                                                                 | 1921           |
| Sphaeropsis palorum            | Speg.                                                                  | 1898           |
| Sphaeropsis pandani            | Henn.                                                                  | 1908           |
| Sphaeropsis parca              | Berk. & Broome                                                         | 1850           |
| Sphaeropsis parkinsoniae       | (Speg.) Sacc.                                                          | 1884           |
| Sphaeropsis passerinii         | Brunaud                                                                | 1888           |
| Sphaeropsis peckiana           | Thüm.                                                                  | 1878           |
| Sphaeropsis pelargonii         | Sousa da Câmara                                                        | 1936           |
| Sphaeropsis peregrina          | (Mont. & Fr.) Lév.                                                     | 1846           |
| Sphaeropsis perforans          | Lév.                                                                   | 1846           |
| Sphaeropsis pericarpii         | Peck                                                                   | 1873           |
| Sphaeropsis pericarpii         | (Schwein.) Ellis                                                       | 1895           |
| Sphaeropsis persicae           | Ellis & Barthol.                                                       | 1902           |
| Sphaeropsis petiolata          | Cooke                                                                  | 1878           |
| Sphaeropsis phacidioides       | Cooke & Ellis                                                          | 1877           |
| Sphaeropsis philodendri        | X.H. Zheng & P.K. Chi                                                  | 2000           |
| Sphaeropsis phlei              | Ellis & Everh.                                                         | 1897           |
| Sphaeropsis phoenicis          | J.V. Almeida & Sousa da Câmara                                         | 1906           |
| Sphaeropsis phomatella         | Peck                                                                   | 1883           |
| Sphaeropsis photiniae          | Traverso & Migliardi                                                   | 1911           |
| Sphaeropsis physocarpi         | Ellis & Everh.                                                         | 1894           |
| Sphaeropsis pilocarpi          | Tassi                                                                  | 1901           |
| Sphaeropsis pini               | Munjal & J.N. Kapoor                                                   | 1963           |
| Sphaeropsis pinicola           | Speg.                                                                  | 1910           |
| Sphaeropsis placenta           | Berk. & M.A. Curtis                                                    | 1868           |
| Sphaeropsis plumeriae          | S.M. Singh                                                             | 1979           |
| Sphaeropsis polianthina        | S. Ahmad                                                               | 1961           |
| Sphaeropsis polita             | (Fr.) Fuckel                                                           | 1870           |
| Sphaeropsis pomorum            | (Schwein.) Cooke                                                       | 1892           |
| Sphaeropsis ponciri            | Teng                                                                   | 1932           |
| Sphaeropsis porosa             | (Van Niekerk & Crous) A.J.L. Phillips & A. Alves                       | 2013           |
| Sphaeropsis profundae          | Tehon & E.Y. Daniels                                                   | 1927           |
| Sphaeropsis pruni              | (Peck) Kuntze                                                          | 1898           |
| Sphaeropsis pseudodiplodia     | (Fuckel) Delacr.                                                       | 1890           |
| Sphaeropsis ptilotrichi        | Unamuno                                                                | 1942           |
| Sphaeropsis pulchella          | Berk. & M.A. Curtis                                                    | 1874           |
| Sphaeropsis pulchrispora       | Peck & Clinton                                                         | 1879           |
| Sphaeropsis pumila             | Moug. & Lév.                                                           | 1848           |
| Sphaeropsis punctata           | Dearn. & House                                                         | 1918           |
| Sphaeropsis punicae            | Shreem. & Bilgrami                                                     | 1973           |
| Sphaeropsis puttemansii        | Henn.                                                                  | 1908           |
| Sphaeropsis quercina           | Peck                                                                   | 1873           |
| Sphaeropsis quercina           | Cooke & Harkn.                                                         | 1885           |
| Sphaeropsis ralfsii            | Berk. & Broome                                                         | 1850           |
| Sphaeropsis raphiae            | Tassi                                                                  | 1901           |
| Sphaeropsis rehmanniae         | F.X. Chao & P.K. Chi                                                   | 1994           |
| Sphaeropsis rhamni             | Cooke                                                                  | 1876           |
| Sphaeropsis rhodocarpa         | Fairm.                                                                 | 1913           |
| Sphaeropsis rhoina             | (Schwein.) Starbäck                                                    | 1894           |
| Sphaeropsis riccioides         | (Letell.) Lév.                                                         | 1848           |
| Sphaeropsis rubicola           | Cooke & Ellis                                                          | 1877           |
| Sphaeropsis rusci              | Thüm.                                                                  | 1879           |
| Sphaeropsis rutae              | Höhn.                                                                  | 1925           |
| Sphaeropsis sabalicola         | Ellis & Carver                                                         | 1902           |
| Sphaeropsis sacchari           | Cooke                                                                  | 1883           |
| Sphaeropsis salicicola         | Pass.                                                                  | 1888           |
| Sphaeropsis salicis            | Ellis & Barthol.                                                       | 1902           |
| Sphaeropsis salviae            | Hollós                                                                 | 1906           |
| Sphaeropsis samarae            | (Schwein.) Starbäck                                                    | 1894           |
| Sphaeropsis sapii              | (Speg.) Sacc.                                                          | 1884           |
| Sphaeropsis sapinea            | (Fr.) Dyko & B. Sutton                                                 | 1980           |
| Sphaeropsis saponariae         | Roum. ex Petr. & Syd.                                                  | 1926           |
| Sphaeropsis sarmenticola       | (Speg.) Sacc.                                                          | 1884           |
| Sphaeropsis sarmientoi         | Speg.                                                                  | 1910           |
| Sphaeropsis sassafras          | Cooke & Ellis                                                          | 1878           |
| Sphaeropsis scheidweileri      | Westend.                                                               | 1857           |
| Sphaeropsis schweinitzii       | Ellis & Everh.                                                         | 1895           |
| Sphaeropsis scirpi             | G. Boyer & Jacz.                                                       | 1894           |
| Sphaeropsis scopariae          | Oudem.                                                                 | 1892           |
| Sphaeropsis scripta            | Berk. & M.A. Curtis                                                    | 1854           |
| Sphaeropsis seminalis          | Berk. & M.A. Curtis                                                    | 1874           |
| Sphaeropsis seminicola         | Berk. & Broome                                                         | 1873           |
| Sphaeropsis sepincola          | J. Kickx f.                                                            | 1867           |
| Sphaeropsis sepulta            | Ellis & Everh.                                                         |                |
| Sphaeropsis seriata            | Peck                                                                   | 1883           |
| Sphaeropsis sideritis          | Gonz. Frag.                                                            | 1916           |
| Sphaeropsis smilacina          | Peck                                                                   | 1883           |
| Sphaeropsis smyrnii            | Pass.                                                                  | 1885           |
| Sphaeropsis solidaginis        | Verpl. & Van Holder                                                    | 1938           |
| Sphaeropsis solieri            | (Mont.) E. Gallego & Pedreño                                           | 1986           |
| Sphaeropsis sordida            | Mont.                                                                  | 1849           |
| Sphaeropsis spartii            | Bubák                                                                  | 1906           |
| Sphaeropsis sphaerelloides     | Ellis & Everh.                                                         | 1898           |
| Sphaeropsis spinulosa          | (Henn.) Zambett.                                                       | 1955           |
| Sphaeropsis staphyleae         | Brunaud                                                                | 1888           |
| Sphaeropsis sterculiae         | Tassi                                                                  | 1901           |
| Sphaeropsis stictoides         | Earle                                                                  | 1902           |
| Sphaeropsis subdola            | Pass.                                                                  | 1890           |
| Sphaeropsis sumachi            | (Schwein.) Cooke & Ellis                                               | 1876           |
| Sphaeropsis surinamensis       | Berk. & M.A. Curtis                                                    | 1854           |
| Sphaeropsis suspecta           | Vestergr.                                                              | 1897           |
| Sphaeropsis syringae           | Peck & Clinton                                                         | 1878           |
| Sphaeropsis syringae           | G.H. Otth ex Petr. & Syd.                                              | 1926           |
| Sphaeropsis tabacina           | Berl.                                                                  | 1885           |
| Sphaeropsis tami               | Auersw.                                                                | 1868           |
| Sphaeropsis tertia             | Cooke                                                                  | 1883           |
| Sphaeropsis teucrii            | Volc.                                                                  | 1981           |
| Sphaeropsis thermopsidis       | (Ellis & Galloway) Kuntze                                              | 1898           |
| Sphaeropsis tiliacea           | Peck                                                                   | 1887           |
| Sphaeropsis torulosa           | Berk. & M.A. Curtis                                                    | 1874           |
| Sphaeropsis tosta              | Berk.                                                                  |                |
| Sphaeropsis triacanthi         | Ellis & Barthol.                                                       | 1896           |
| Sphaeropsis tricorynes         | Berk. & Broome                                                         | 1883           |
| Sphaeropsis tulipastri         | House                                                                  | 1918           |
| Sphaeropsis typhina            | Peck                                                                   | 1880           |
| Sphaeropsis ulmi               | Sacc. & Roum.                                                          | 1884           |
| Sphaeropsis undulata           | Ces.                                                                   | 1879           |
| Sphaeropsis uvarum             | Berk. & M.A. Curtis                                                    | 1874           |
| Sphaeropsis vaccinii           | W.B. Cooke & C.G. Shaw                                                 | 1952           |
| Sphaeropsis vaginae            | (Lasch) Rabenh.                                                        | 1858           |
| Sphaeropsis vaginarum          | (Catt.) Sacc.                                                          | 1884           |
| Sphaeropsis valentina          | Caball.                                                                | 1941           |
| Sphaeropsis veronicae          | Wehm.                                                                  | 1964           |
| Sphaeropsis verrucosa          | I. Hino & Katum.                                                       | 1961           |
| Sphaeropsis viburni-dentati    | Dearn. & House                                                         | 1916           |
| Sphaeropsis vincae             | (Sacc. & G. Winter) Sacc.                                              | 1884           |
| Sphaeropsis viridula           | Tassi                                                                  | 1900           |
| Sphaeropsis visci              | Westend. ex W.A. Archer                                                | 1926           |
| Sphaeropsis viscicola          | Sawada                                                                 | 1958           |
| Sphaeropsis viscosa            | Cooke & Ellis                                                          |                |
| Sphaeropsis viticola           | Pass.                                                                  | 1890           |
| Sphaeropsis vitigena           | Ellis & Everh.                                                         | 1893           |
| Sphaeropsis vochysiae          | Peres & J.L. Bezerra                                                   | 1982           |
| Sphaeropsis wilsonii           | Clinton                                                                | 1876           |
| Sphaeropsis wisteriana         | Fairm.                                                                 | 1918           |
| Sphaeropsis xylostei           | Pass.                                                                  | 1890           |
| Sphaeropsis zonata             | Pass.                                                                  | 1888           |